# Avion (Pas-de-Calais)
Pour les articles homonymes, voir Avion (homonymie).
Avion est une commune française située dans le département du Pas-de-Calais en région Hauts-de-France. Ses habitants sont appelés les Avionnais. La commune est membre de la communauté d'agglomération de Lens-Liévin.
La commune a été un grand centre d'exploitation du charbon. La Compagnie des mines de Lens y a ouvert sa fosse no 5 - 5 bis, et la Compagnie des mines de Liévin les fosses nos 4 - 4 bis et 7 - 7 bis. Enfin, le Groupe de Liévin a ouvert le puits d'aérage no 8. L'exploitation du charbon cesse en 1988, mais Gazonor y exploite toujours le grisou sur les puits nos 5, 5 bis et 7 bis. 
Depuis 2012, la valeur universelle et historique du bassin minier du Nord-Pas-de-Calais est reconnue et inscrite sur la liste du patrimoine mondial de l’UNESCO, parmi les 353 sites du bassin minier, un site inscrit se trouve sur le territoire communal. 

## Géographie

### Localisation
Localisée dans le sud-est du département du Pas-de-Calais, la commune d'Avion, est située près de l'autoroute A21, et limitrophe au nord de la commune de Lens, chef-lieu d'arrondissement.
Le territoire de la commune est limitrophe de ceux de sept communes.
Les communes limitrophes sont Lens, Vimy, Liévin, Méricourt, Sallaumines, Éleu-dit-Leauwette et Givenchy-en-Gohelle.

### Géologie et relief
La superficie de la commune est de 13,04 km2 ; son altitude varie de 27  à   77 mètres.

### Hydrographie
Le territoire de la commune est situé dans le bassin Artois-Picardie.
La commune est traversée par trois cours d'eau :
- la Souchez, d'une longueur de 13,6 km, qui prend sa source dans la commune d'Ablain-Saint-Nazaire et se jette dans le  canal de Lens au niveau de la commune de Lens[3] ;
- le Filet d'Avion, d'une longueur de 3,02 km[4] ;
- le Filet de Mericourt, d'une longueur de 2,3 km[5].

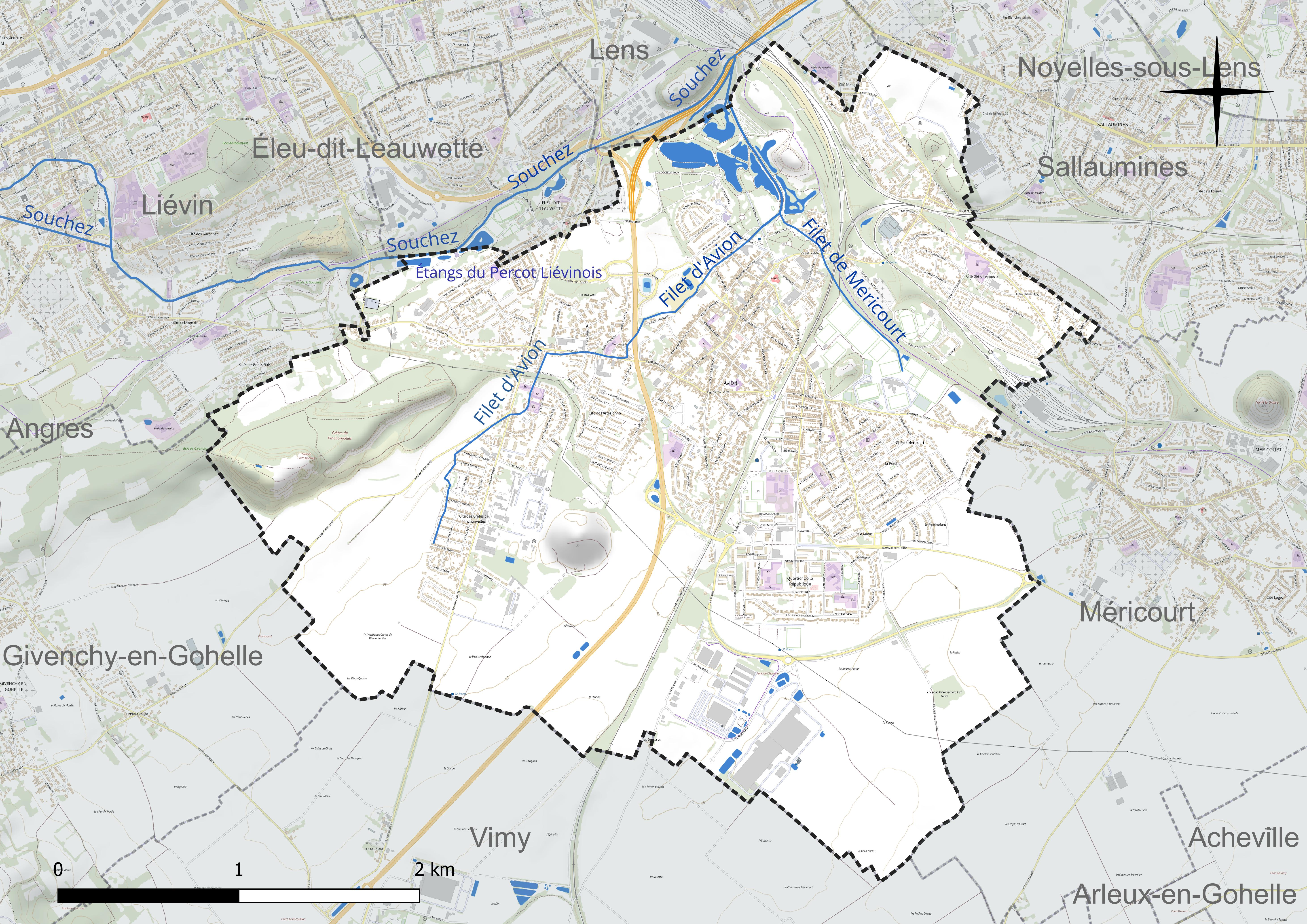
Réseau hydrographique d'Avion.

### Climat
Pour des articles plus généraux, voir Climat des Hauts-de-France et Climat du Pas-de-Calais.
En 2010, le climat de la commune est de type climat océanique dégradé des plaines du Centre et du Nord, selon une étude du CNRS s'appuyant sur une série de données couvrant la période 1971-2000. En 2020, Météo-France publie une typologie des climats de la France métropolitaine dans laquelle la commune est exposée à un climat océanique et est dans la région climatique Nord-est du bassin Parisien, caractérisée par un ensoleillement médiocre, une pluviométrie moyenne régulièrement répartie au cours de l’année et un hiver froid (3 °C).
Pour la période 1971-2000, la température annuelle moyenne est de 10,5 °C, avec une amplitude thermique annuelle de 14,4 °C. Le cumul annuel moyen de précipitations est de 734 mm, avec 12,6 jours de précipitations en janvier et 9 jours en juillet. Pour la période 1991-2020, la température moyenne annuelle observée sur la station météorologique la plus proche, située sur la commune de Douai à 18 km à vol d'oiseau, est de 11,0 °C et le cumul annuel moyen de précipitations est de 729,2 mm,. Pour l'avenir, les paramètres climatiques de la commune estimés pour 2050 selon différents scénarios d'émission de gaz à effet de serre sont consultables sur un site dédié publié par Météo-France en novembre 2022.

### Milieux naturels et biodiversité

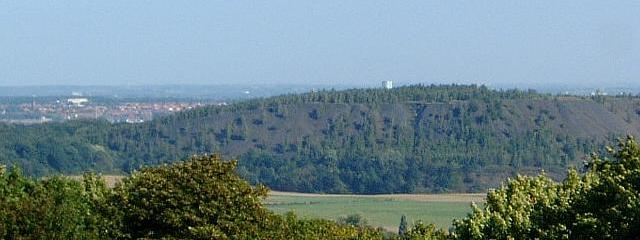
Le terril de Pinchonvalles ; le plus long terril plat d'Europe et le second terril du département en volume, espace naturel sensible et protégé abritant une riche mosaïque d'habitats et de nombreuses espèces patrimoniales, et élément de la Trame verte locale.

#### Espace protégé et géré
La protection réglementaire est le mode d’intervention le plus fort pour préserver des espaces naturels remarquables et leur biodiversité associée.
Dans ce cadre, la commune fait partie d'un espace protégé : le terril de Pinchonvalles (ou « terril des Pichonvalles »), un grand terril plat à trois plateaux échelonnés (le plus long d'Europe et le second terril du département en volume) culminant à 119 mètres sis sur les communes d'Avion, mais aussi de Givenchy-en-Gohelle et de Liévin. Il est classé en arrêté de protection de biotope (APB) depuis 1986.

#### Zone naturelle d'intérêt écologique, faunistique et floristique
L’inventaire des zones naturelles d'intérêt écologique, faunistique et floristique (ZNIEFF) a pour objectif de réaliser une couverture des zones les plus intéressantes sur le plan écologique, essentiellement dans la perspective d’améliorer la connaissance du patrimoine naturel national et de fournir aux différents décideurs un outil d’aide à la prise en compte de l’environnement dans l’aménagement du territoire.
Le territoire communal comprend une ZNIEFF de type 1 : le terril 75 d'Avion (de Pinchonvalles) qui, avec 140 ha, est le deuxième terril d'Europe pour la surface occupée.

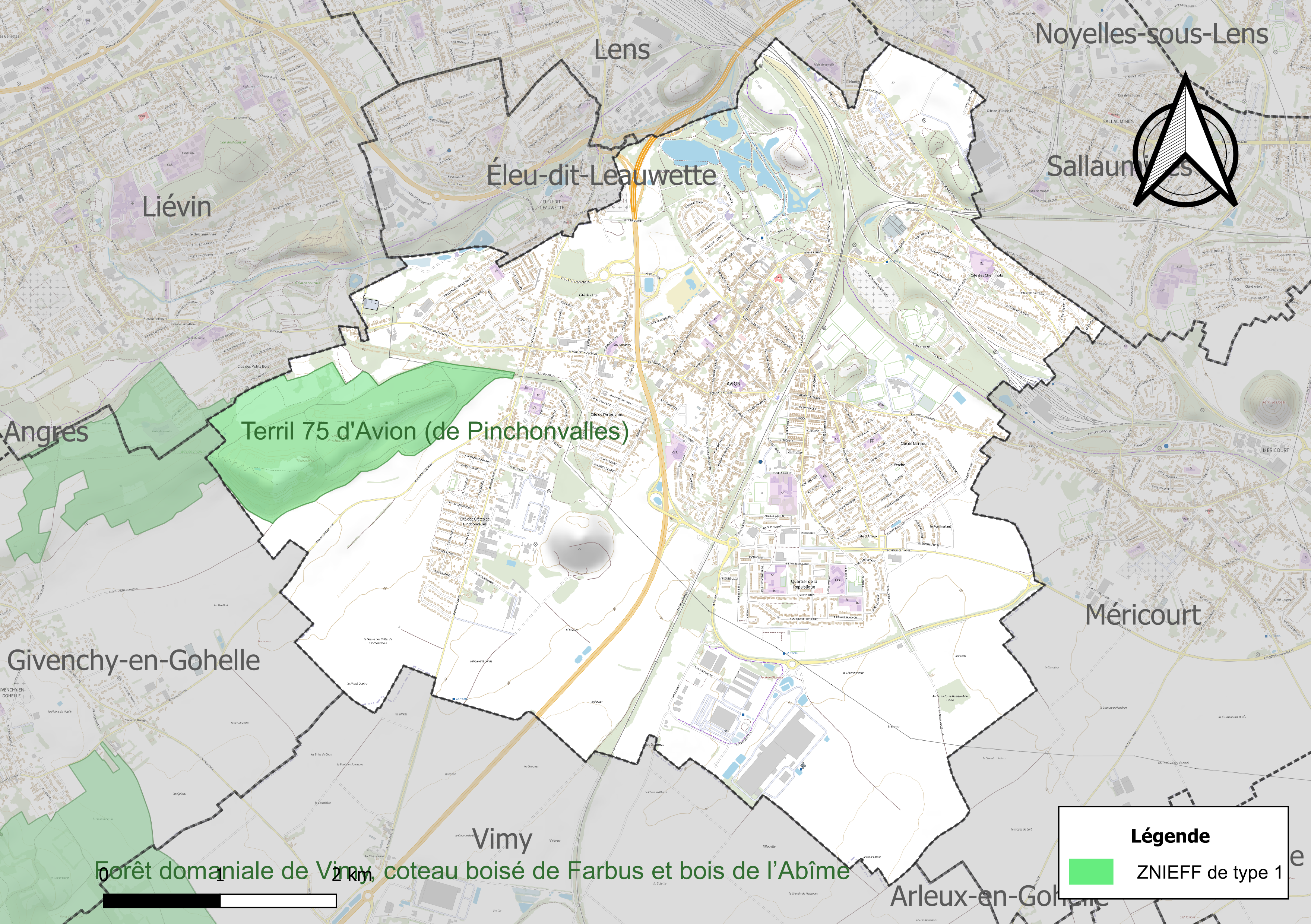
Carte de la ZNIEFF sur la commune.

## Urbanisme

### Typologie
Au 1er janvier 2024, Avion est catégorisée grand centre urbain, selon la nouvelle grille communale de densité à sept niveaux définie par l'Insee en 2022.
Elle appartient à l'unité urbaine de Douai-Lens, une agglomération inter-départementale regroupant 67  communes, dont elle est une commune de la banlieue,,. Par ailleurs la commune fait partie de l'aire d'attraction de Lens - Liévin, dont elle est une commune du pôle principal,. Cette aire, qui regroupe 50 communes, est catégorisée dans les aires de 200 000 à moins de 700 000 habitants,.

### Occupation des sols
L'occupation des sols de la commune, telle qu'elle ressort de la base de données européenne d’occupation biophysique des sols Corine Land Cover (CLC), est marquée par l'importance des territoires artificialisés (59,6 % des sols en 2018), en augmentation par rapport à 1990 (49,3 %). La répartition détaillée en 2018 est la suivante : 
zones urbanisées (36,8 %), terres arables (31,7 %), espaces verts artificialisés, non agricoles (11,9 %), zones industrielles ou commerciales et réseaux de communication (9 %), milieux à végétation arbustive et/ou herbacée (4,9 %), zones agricoles hétérogènes (2,7 %), mines, décharges et chantiers (1,9 %), prairies (0,9 %), forêts (0,2 %). L'évolution de l’occupation des sols de la commune et de ses infrastructures peut être observée sur les différentes représentations cartographiques du territoire : la carte de Cassini (XVIIIe siècle), la carte d'état-major (1820-1866) et les cartes ou photos aériennes de l'IGN pour la période actuelle (1950 à aujourd'hui).

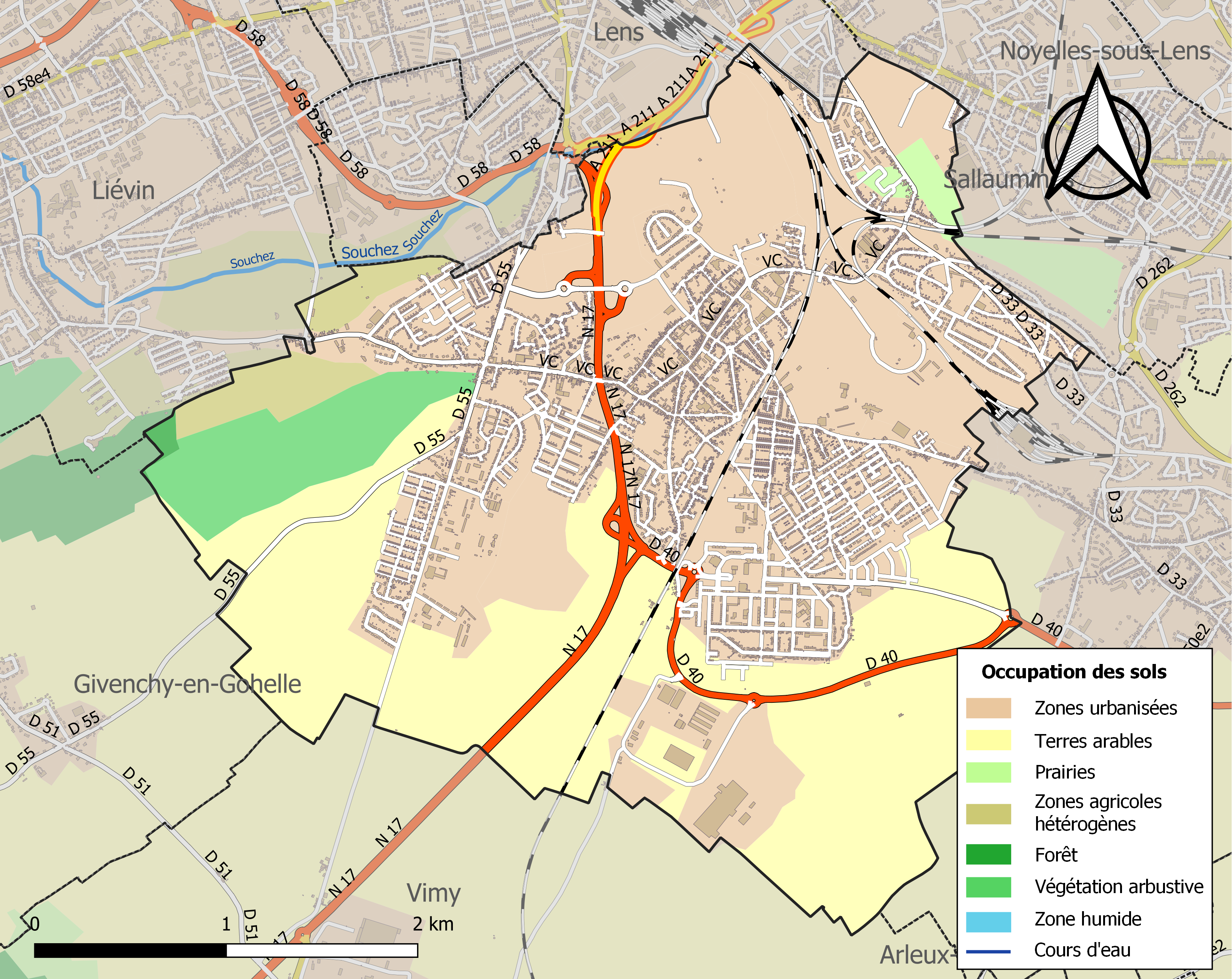
Carte des infrastructures et de l'occupation des sols de la commune en 2018 (CLC).

### Voies de communication et transports

#### Voies de communication
La commune est desservie par la route nationale 17, prolongée vers l'autoroute A21, aussi appelée rocade minière, par l'antenne urbaine numérotée A211.

#### Transport ferroviaire

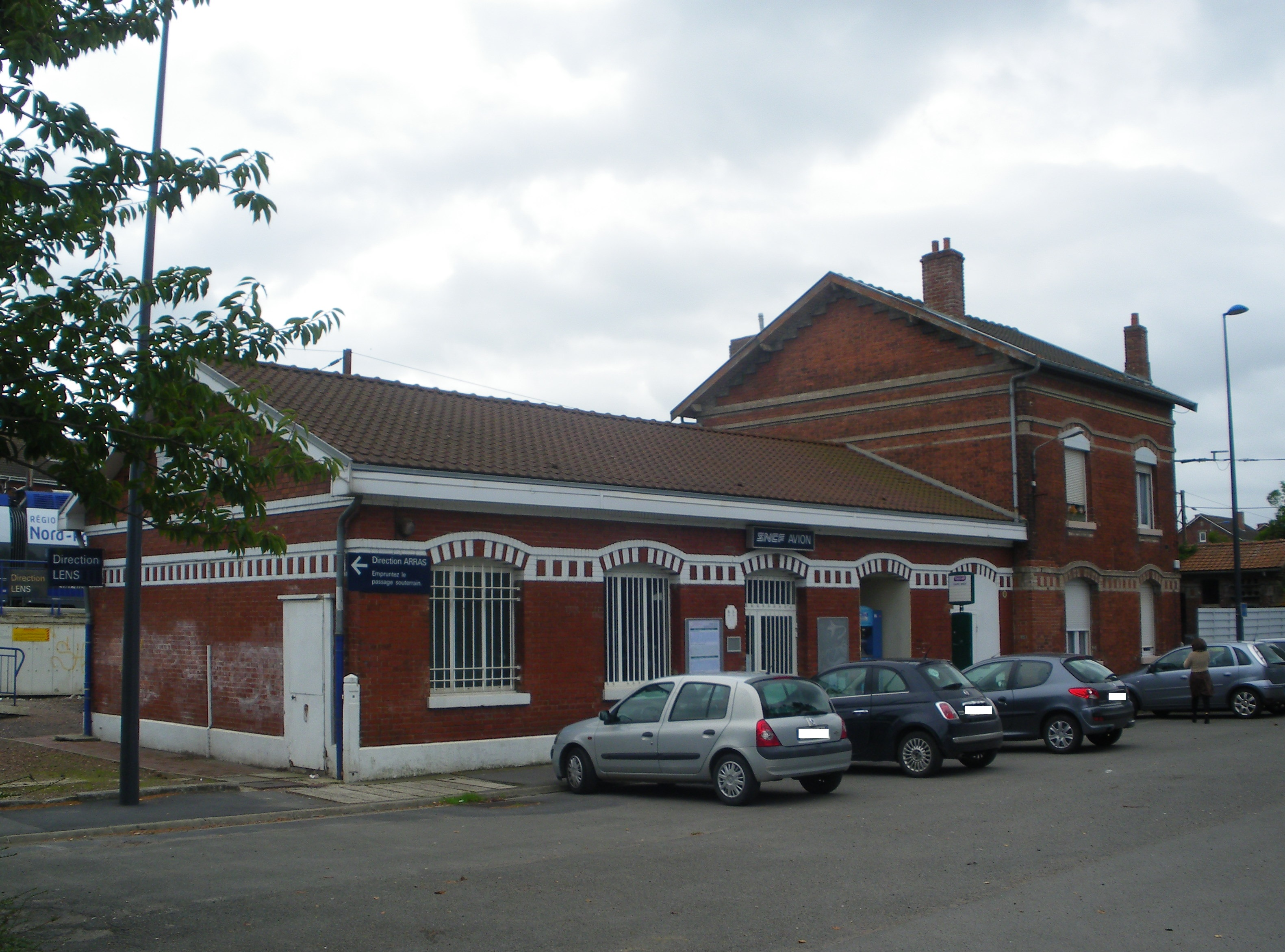
Le bâtiment voyageurs.

La gare d'Avion, située sur la ligne d'Arras à Dunkerque-Locale, est une gare voyageurs de la Société nationale des chemins de fer français (SNCF), desservie par des trains TER Hauts-de-France.

## Toponymie
Le nom de la localité est attesté sous les formes Aviuns (1104) ; Aviunum (1115) ; Aviouns (1257) ; Avions (1275) ; Avio (1275) ; Avyons (1485) ; Avion (1720).
Avion, ce toponyme a le sens de « hors du chemin », du latin a (hors) et via (chemin), le village se trouvait à distance du chemin d'Arras.
Peut-être de la préposition latine ad + Wigo(n) (nom de personne germanique).

## Histoire

### Du Moyen Âge auXVIIesiècle
L'église Saint-Denis est construite en 1150. Le village qui l'entoure est dominé par le clocher de cette église et par le moulin à vent. Au XVIIe siècle, le territoire d'Avion s'étend sur 1 075 ha. Les cultures étaient principalement le blé, le seigle, l'orge, l'avoine et l'œillette (céréale dont on extrayait de l'huile).
Cette partie du Pas-de-Calais s'est trouvé sous domination espagnole jusqu'en 1659. C'est lors d'une des batailles où s'affrontaient Espagnols et Français que l'église fut détruite. Elle fut reconstruite en 1680 par Matthias Leroy, lieutenant d'Avion, le cimetière se trouve autour de l'église.
Le marais d'Avion (l'actuel parc de la Glissoire) s'étendait sur au moins vingt hectares. Sa partie centrale est une vaste et ancienne tourbière où l'on extrayait la tourbe qui, une fois sèche, servait au chauffage domestique, avant que du charbon, plus calorique, ne soit extrait des couches plus profondes du sous-sol.

### XVIIIesiècle
Le 8 février 1712 à Arras (la Madeleine), Marie-Marguerite Enlart, dame d'Avion, épouse Charles Roergas, seigneur d'Armolis, officier, d'une famille originaire de Béziers. Par la suite, leur fils Antoine-Guillaume Roergas (1714-1790) sera seigneur d'Avion.
En 1759, pour faciliter l'impôt surnommé le vingtième, Avion est divisé en douze cantons, ce sont les principaux lieux-dits.
En 1771, la seigneurie est érigée en marquisat par lettres patentes du roi Louis XV sous le nom d'Armolis en faveur d'Antoine-Guillaume Roergas, capitaine aux Gardes du Corps du Roi ; le nouveau marquis épouse l'année suivante (à l'âge de 58 ans) Marie-Euphrosine d'Imbert (âgée d'environ 19 ans), fille d'un contrôleur des États de Lille, dont il eut quatre enfants. Le marquis possède le Château Blanc à Avion et un hôtel particulier à Arras. Le château Blanc est dénommé ainsi en raison des pierres calcaires utilisées pour sa construction. Le moulin à vent utilisé pour moudre les céréales appartient à Pierre-François Sénéchal censier d'Avion. Un second moulin servait à presser de l'huile.
À la veille de la Révolution, 80 % de la population vivait encore du produit de la terre. Avion comptait alors 850 habitants et 347 ont moins de 18 ans, seuls vingt savaient lire.
En 1790, le marquis meurt et sa veuve est contrainte de quitter le pays avec ses enfants ; son fils aîné meurt à Jersey en 1803. Du fait de la Révolution, le château est vendu et confisqué. Le curé à cette époque est le personnage le plus important du village, c'est l'abbé Fossiez qui tient cette place depuis 1781, il est aidé dans sa tâche par un bedeau. Cette année-là Joseph Leroy est élu maire de la première municipalité, et c'est faute de place que la première réunion du conseil se fit dans l'église.

### Époque contemporaine

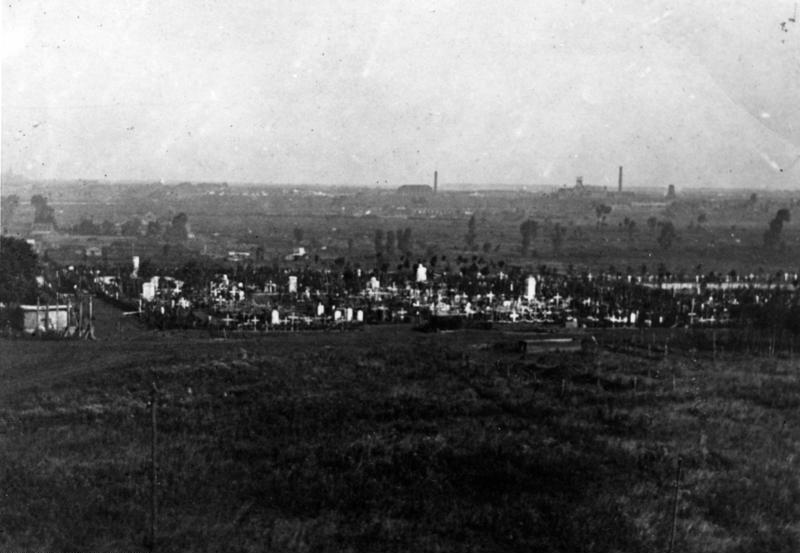
Cimetière d'Avion, photographié par l'armée allemande en 1914 au début de la Première Guerre mondiale. Les terrils, carreaux de fosses et cheminées sont visibles dans une campagne encore verdoyante.

À la fin du XIXe siècle, Avion entre dans la vie minière ; en 1872, avec le premier coup de pioche du premier puits qui n'atteindra son charbon que quatre ans plus tard. En 1890, deux autres puits suivirent. Tout autour du bourg des groupes de maisons sont construits pour abriter les mineurs ; les fameux corons du Nord, à l'époque ils n'avaient pas encore cette appellation on les appelait des « pits ». Mais au sein de ces corons on y retrouve une chaleur, une camaraderie et une solidarité caractéristique de la région et des corporations où le travail est plus dur, plus difficile qu'ailleurs.
Le 26 avril 1908, un an après la catastrophe de Courrières, survenue non loin, est inauguré à Avion un monument aux victimes du travail.
Au XXe siècle, Avion subit les violences de deux guerres mondiales qui ensanglantent la région et tout le bassin minier. Les obus de la Première Guerre mondiale rasent la ville évacuée de ses habitants et l'église est totalement détruite.
C'est en 1860 que fut fondée l'Harmonie d'Avion. L'inscription aux registres de la Fédération musicale du Nord et du Pas-de-Calais eut lieu deux ans plus tard, en 1862. Au tout début, les vingt musiciens qui la composaient se réunissaient dans la petite salle de l'école des garçons. Elle compte désormais une soixantaine de musiciens. En 1902 eut lieu la scission qui fit naître « l’Harmonie municipale socialiste », et « l’Harmonie d'Avion » devint « l’Harmonie libre d'Avion » : les deux entités fusionnèrent en 1944.
Le goût de la fête populaire et de l'importance de la musique s'illustrent encore à Avion en 1936 et 1938 : en pleine vogue de l'accordéon sont organisés dans la ville, ces deux années-là, deux concours gigantesques rassemblant un millier  d'accordéonistes.
La commune est décorée de la croix de guerre 1914-1918 par décret du 23 septembre 1920, distinction également attribuée à 276 autres communes du Pas-de-Calais.

### Immigration polonaise
La commune d'Avion a accueilli, comme de nombreux autres du bassin minier régional, des mineurs et leurs familles venus dans le cadre de l'immigration polonaise dans le Nord de la France dans les années 1920.

### Seconde Guerre mondiale
En 1940, Avion est occupée par l'Allemagne nazie, comme tout le bassin minier.
Non loin, c'est à la fosse 7 de la Compagnie des mines de Dourges, que la grève patriotique des cent mille mineurs du Nord-Pas-de-Calais en mai-juin 1941 a démarré, avec Émilienne Mopty et Michel Brulé (1912-1942), privant les Allemands de 93 000 tonnes de charbon pendant près de deux semaines. C'est l'un des premiers actes de résistance collective à l'occupation nazie en France et le plus important en nombre, qui se solda par 414 arrestations en trois vagues, la déportation de 270 personnes, 130 mineurs étant par ailleurs fusillés à la citadelle d'Arras. Après-guerre, la commune est aussi au centre de trois événements nationaux, la bataille du charbon (1945-1947), suivie des grève des mineurs de 1947 et celles de 1948.

## Politique et administration

### Découpage territorial
La commune appartient à l'arrondissement de Lens (à 3 km).

#### Commune et intercommunalités
La commune est membre de la communauté d'agglomération de Lens-Liévin qui regroupe 36 communes et compte 242 587 habitants en 2021.

#### Circonscriptions administratives
La commune est le bureau centralisateur du Canton d'Avion.

#### Circonscriptions électorales
Pour l'élection des députés, la commune fait partie de la troisième circonscription du Pas-de-Calais.

### Élections municipales et communautaires
Depuis le Front populaire, cette ville a la particularité d'élire une municipalité communiste de manière ininterrompue.

#### Élections municipales 2020
- Maire sortant : Jean-Marc Tellier (PCF)
- 33 sièges à pourvoir au conseil municipal (population légale 2017 : 17 622 habitants)
- 6 sièges à pourvoir au conseil communautaire (CA de Lens-Liévin)

| Tête de liste  | Tête de liste      | Liste          | Premier tour | Premier tour | Sièges | Sièges |
| Tête de liste  | Tête de liste      | Liste          | Voix         | %            | CM     | CC     |
| -------------- | ------------------ | -------------- | ------------ | ------------ | ------ | ------ |
|                | Jean-Marc Tellier, | PCF-PS-EÉLV    | 3 486        | 100          | 33     | 6      |
|                |                    |                |              |              |        |        |
| Inscrits       | Inscrits           | Inscrits       | 12 283       | 100,00       |        |        |
| Abstentions    | Abstentions        | Abstentions    | 8414         | 68,50        |        |        |
| Votants        | Votants            | Votants        | 3 869        | 31,50        |        |        |
| Blancs et nuls | Blancs et nuls     | Blancs et nuls | 383          | 3,12         |        |        |
| Exprimés       | Exprimés           | Exprimés       | 3 486        | 28,38        |        |        |

#### Liste des maires
| Période        | Période                                                                 | Identité                                                      | Étiquette     | Qualité |
| -------------- | ----------------------------------------------------------------------- | ------------------------------------------------------------- | ------------- | --- |
| 1871           | 1881                                                                    | Étienne Opigez                                                |               | |
| 1881           | 1894                                                                    | Victor Piéron Fils de Jules Pieron                            |               | Fabricant de Sucre à Avion |
| 1894           | 1897                                                                    | Louis Virel                                                   |               | |
| 1897           | 1897                                                                    | Nicolas Fauqueur                                              |               | |
| 1898           | 1900                                                                    | Louis Virel                                                   |               | |
| 1900           | 1901                                                                    | Octave Delcourt                                               | POF/PSdF      | Ouvrier mineur puis cabaretier |
| 1901           | 1904                                                                    | François Lefebvre                                             |               | Mineur, journalier, boulanger |
| 1904           | 1919                                                                    | Octave Delcourt                                               | POF/PSdF      | Ouvrier mineur puis cabaretier |
| 1919           | 1920                                                                    | René Delcourt                                                 |               | Mort en fonction |
| 1920           | 1935                                                                    | Pierre Duvieuxbourg                                           | POF puis SFIO | Ouvrier mineur Conseiller d'arrondissement (1922 → 1932) |
| 1935           | 1940                                                                    | André Parent                                                  | PCF           | Ouvrier mineur Conseiller général de Vimy (1934 → 1940) |
| 1945           | septembre 1949 Mort en cours de mandat                                  | André Parent                                                  | PCF           | Ouvrier mineur Conseiller général de Vimy (1945 → 1949) Vice-président du conseil général (1945 → 1949)                                                                        |
| 1949           | 1951                                                                    | Joseph Lefebvre                                               | PCF           | Ouvrier mineur |
| 1951           | 1957                                                                    | Amédée Capron                                                 | PCF           | |
| 1957           | octobre 1985 Mort en cours de mandat                                    | Léandre Létoquart                                             | PCF           | Ouvrier mineur Député du Pas-de-Calais (1956 → 1958) Sénateur du Pas-de-Calais (1973 → 1978) Conseiller général de Vimy (1959 → 1973) Conseiller général d'Avion (1973 → 1998) |
| octobre 1985   | 1990                                                                    | Jacqueline Poly                                               | PCF           | Employée, ancienne adjointe |
| 1990           | octobre 2009, Démissionnaire                                            | Jacques Robitail                                              | PCF           | Employé, maire honoraire Premier adjoint au maire (? → 1990) Conseiller général d'Avion (1998 → 2011)                                                                          |
| octobre 2009   | 1er février 2023 Démissionnaire à la suite de son élection comme député | Jean-Marc Tellier,                                            | PCF           | Technicien Député du Pas-de-Calais (3e circ.) (2022 → ) Conseiller général puis départemental d'Avion (2011 → )                                                                |
| 9 février 2023 | En cours (au 10 février 2023)                                           | Jean Létoquart petit-fils de l'ancien maire Léandre Létoquart | PCF           | Infirmier anesthésiste Vice-Président de la CA de Lens-Liévin (2020 → ) |

### Autres élections
Lors de l'élection présidentielle de 2022, les électeurs de la commune se sont exprimés à 62,17 % pour Marine Le Pen et à 37,83 % pour Emmanuel Macron, puis aux élections européennes du 9 juin 2024 à 47,47 % pour la liste du Rassemblement national.

### Jumelages
- Doncaster (Angleterre) depuis le 13 mai 1981[47]
- Zgorzelec (Pologne) depuis 1987[47]
- Oelsnitz/Erzgeb. (Allemagne) depuis 1961[47]
- Zagorje ob Savi (Slovénie) depuis 1967[47]
- Bourj el-Brajné (Liban), où se trouve un camp de réfugiés palestiniens[48].

## Équipements et services publics

### Espaces publics

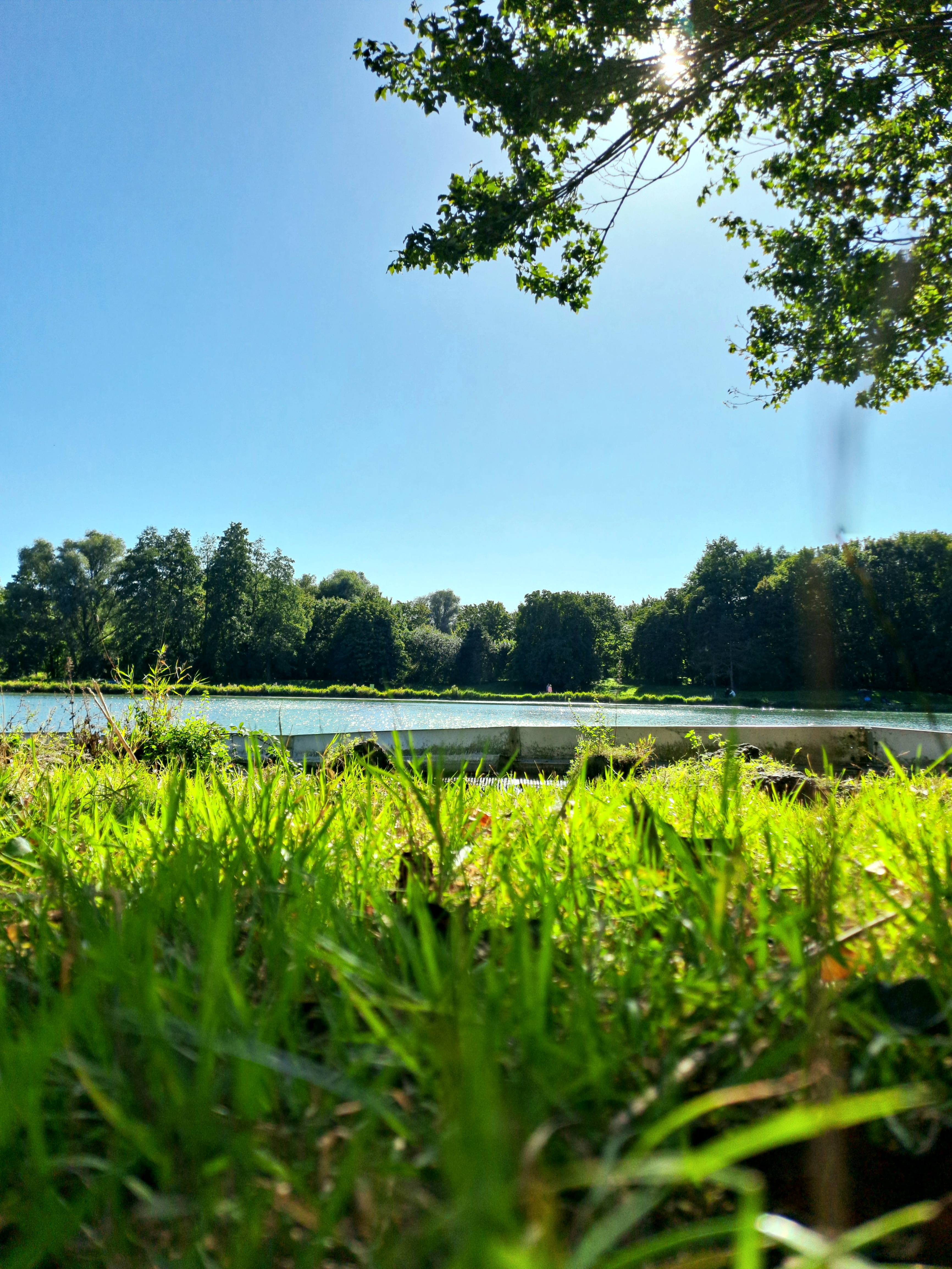
Le parc de la Glissoire.

Proche du centre, le parc de loisirs de la Glissoire, construit sur une friche minière, sur une superficie de soixante hectares, est un lieu de détente, de promenades et de loisirs.
Le lac aux Trois Ilets dispose d'une plage de sable installée pour la saison estivale où des activités nautiques se pratiquent. De 2013 à 2024, l'agence régionale de santé (ARS) classe la qualité des eaux de baignade du lac entre excellente qualité et bonne qualité.

### Enseignement
La commune d'Avion est située dans l'académie de Lille.
Le lycée Pablo-Picasso d'Avion se situe dans le quartier de la République. Il fut ouvert à des élèves pour la première fois en septembre 1967. C'est le 25 avril 1977 que le lycée portera officiellement le nom de Pablo Picasso.
Aujourd'hui ce lycée compte environ 600 élèves qui viennent principalement des environs.
Deux établissements forment le lycée Pablo-Picasso d'Avion : un lycée d'enseignement général et technologique et un lycée professionnel.

### Justice, sécurité, secours et défense
La commune dépend du tribunal judiciaire d'Arras, du conseil de prud'hommes d'Arras, de la cour d'appel de Douai, du tribunal de commerce d'Arras, du tribunal administratif de Lille, de la cour administrative d'appel de Douai et du tribunal pour enfants d'Arras.

## Population et société

### Démographie
Les habitants de la commune sont appelés les Avionnais.

#### Évolution démographique
L'évolution du nombre d'habitants est connue à travers les recensements de la population effectués dans la commune depuis 1793. Pour les communes de plus de 10 000 habitants les recensements ont lieu chaque année à la suite d'une enquête par sondage auprès d'un échantillon d'adresses représentant 8 % de leurs logements, contrairement aux autres communes qui ont un recensement réel tous les cinq ans,.

En 2022, la commune comptait 17 571 habitants, en évolution de −1,84 % par rapport à 2016 (Pas-de-Calais : −0,72 %, France hors Mayotte : +2,11 %).
| 1793 | 1800 | 1806 | 1821  | 1831  | 1836  | 1841  | 1846  | 1851  |
| ---- | ---- | ---- | ----- | ----- | ----- | ----- | ----- | ----- |
| 808  | 812  | 972  | 1 043 | 1 139 | 1 167 | 1 271 | 1 334 | 1 313 |

| 1856  | 1861  | 1866  | 1872  | 1876  | 1881  | 1886  | 1891  | 1896  |
| ----- | ----- | ----- | ----- | ----- | ----- | ----- | ----- | ----- |
| 1 324 | 1 432 | 1 526 | 1 680 | 1 955 | 2 031 | 2 751 | 3 625 | 5 900 |

| 1901  | 1906  | 1911  | 1921  | 1926   | 1931   | 1936   | 1946   | 1954   |
| ----- | ----- | ----- | ----- | ------ | ------ | ------ | ------ | ------ |
| 8 706 | 9 409 | 9 968 | 4 241 | 14 097 | 16 465 | 15 262 | 16 080 | 19 471 |

| 1962   | 1968   | 1975   | 1982   | 1990   | 1999   | 2006   | 2011   | 2016   |
| ------ | ------ | ------ | ------ | ------ | ------ | ------ | ------ | ------ |
| 20 781 | 22 422 | 22 894 | 21 023 | 18 534 | 18 298 | 17 932 | 17 947 | 17 900 |

| 2021   | 2022   | - | - | - | - | - | - | - |
| ------ | ------ | - | - | - | - | - | - | - |
| 17 672 | 17 571 | - | - | - | - | - | - | - |

#### Pyramide des âges
La population de la commune est relativement jeune.
En 2018, le taux de personnes d'un âge inférieur à 30 ans s'élève à 40,5 %, soit au-dessus de la moyenne départementale (36,7 %). À l'inverse, le taux de personnes d'âge supérieur à 60 ans est de 22,2 % la même année, alors qu'il est de 24,9 % au niveau départemental.
En 2018, la commune comptait 8 295 hommes pour 9 288 femmes, soit un taux de 52,82 % de femmes, légèrement supérieur au taux départemental (51,5 %).
Les pyramides des âges de la commune et du département s'établissent comme suit.
| Hommes | Classe d’âge | Femmes |
| ------ | ------------ | ------ |
| 0,3    | 90 ou +      | 1,2    |
| 5,1    | 75-89 ans    | 8,1    |
| 13,8   | 60-74 ans    | 15,5   |
| 18,4   | 45-59 ans    | 17,7   |
| 20,4   | 30-44 ans    | 18,5   |
| 21,1   | 15-29 ans    | 18,8   |
| 20,9   | 0-14 ans     | 20,2   |

| Hommes | Classe d’âge | Femmes |
| ------ | ------------ | ------ |
| 0,5    | 90 ou +      | 1,6    |
| 5,6    | 75-89 ans    | 8,9    |
| 16,7   | 60-74 ans    | 18,1   |
| 20,2   | 45-59 ans    | 19,2   |
| 18,9   | 30-44 ans    | 18,1   |
| 18,2   | 15-29 ans    | 16,2   |
| 19,9   | 0-14 ans     | 17,9   |

### Sports et loisirs
La commune abrite également le sentier des Glissocrêtes.

### Cultes
La ville d'Avion comprend trois lieux de culte catholiques qui dépendent de la paroisse Saint-Jean-XXIII du diocèse d'Arras (doyenné de Lens-Liévin). Ce sont l'église Saint-Denis, l'église Saint-Éloi de la cité des Cheminots et la chapelle Sainte-Thérèse.
Le culte musulman est représenté par la présence de deux mosquées : la Mosquée Badr, dans le quartier de la république, et la mosquée El Fath à la cité Montgré.

## Économie

### Revenus de la population et fiscalité
En 2021, la commune compte 6 917 ménages fiscaux, regroupant 16 400 personnes.
Le revenu fiscal médian par ménage, le taux de pauvreté des ménages et la part des ménages fiscaux imposés de la commune, du département du Pas-de-Calais et de la métropole sont les suivants :
- le revenu fiscal médian par ménage de la commune est de 17 830 €, inférieur à celui du département du Pas-de-Calais (20 720 €) et inférieur à celui de la France métropolitaine (23 080 €)[Insee 1],[Insee 2],[Insee 3] ;
- le taux de pauvreté des ménages de la commune est de 28 %, de 18,4 % au niveau du département et de 14,9 % au niveau de la métropole[Insee 4],[Insee 5],[Insee 6] ;
- la part des ménages fiscaux imposés dans la commune est de 34 %, de 44,1 % au niveau du département et de 53,4 % au niveau de la métropole[Insee 1],[Insee 2],[Insee 3].

Le taux de pauvreté atteint 29,4 % en 2019 dans la commune, le double du taux national, et presque un tiers de la population vit dans un quartier prioritaire, dont le taux de pauvreté atteint jusqu'à 50 %.

### Emploi
|                       | 2010   | 2015   | 2021   |
| --------------------- | ------ | ------ | ------ |
| Commune               | 21,2 % | 23,6 % | 19,4 % |
| Département           | 15,4 % | 17,7 % | 14,7 % |
| France métropolitaine | 11,6 % | 13,7 % | 11,7 % |

En 2021, la population âgée de 15 à 64 ans s'élève à 11 097 personnes, parmi lesquelles on compte 65,2 % d'actifs (52,5 % ayant un emploi et 12,7 % de chômeurs) et 34,8 % d'inactifs,. En 2021, le taux de chômage communal (au sens du recensement) des 15-64 ans est supérieur à celui du département et supérieur à celui de la France métropolitaine.
La commune fait partie du pôle principal de l'aire d'attraction de Lens - Liévin,. Elle compte 3 628 emplois en 2021, contre 3 089 en 2015 et 3 359 en 2010. Le nombre d'actifs ayant un emploi résidant dans la commune est de 5 898, soit un indicateur de concentration d'emploi de 61,5 et un taux d'activité parmi les 15 ans ou plus de 52,0 %.
Sur ces 5 898 actifs de 15 ans ou plus ayant un emploi, 1 230 travaillent dans la commune, soit 21 % des habitants. Pour se rendre au travail, 85,2 % des habitants utilisent une voiture, un camion ou une fourgonnette, 4,6 % les transports en commun, 7,3 % s'y rendent en deux-roues, à vélo ou à pied et 2,9 % n'ont pas besoin de transport (travail au domicile).

### Entreprises et commerces

#### Agriculture
La commune est dans l'« Artois », une petite région agricole dans le département du Pas-de-Calais. En 2020, l'orientation technico-économique de l'agriculture  sur la commune est l'élevage de volailles. 
|               | 1988 | 2000 | 2010 | 2020 |
| ------------- | ---- | ---- | ---- | ---- |
| Exploitations | 8    | 7    | 5    | 4    |
| SAU (ha)      | 345  | 382  | 368  | 384  |

Le nombre d'exploitations agricoles en activité et ayant leur siège dans la commune est passé de 8 lors du recensement agricole de 1988  à 7 en 2000 puis à 5 en 2010 et enfin à 4 en 2020, soit une baisse de 50 %. La surface agricole utilisée sur la commune a quant à elle augmenté, passant de 345 ha en 1988 à 384 ha en 2020. Parallèlement la surface agricole utilisée moyenne par exploitation a augmenté, passant de 43 à 96 ha,.

#### Activités hors agriculture
556 établissements marchands non agricoles sont économiquement actifs en 2022 à Avion,,.
| Secteur d'activité                                                                                        | Commune | Commune | Département |
| Secteur d'activité                                                                                        | Nombre  | %       | %           |
| --- | ------- | ------- | ----------- |
| Ensemble                                                                                                  | 556     | 100 %   | (100 %)     |
| Industrie manufacturière, industries extractives et autres                                                | 30      | 5,4 %   | (6,8 %)     |
| Construction                                                                                              | 66      | 11,9 %  | (10,6 %)    |
| Commerce de gros et de détail, transports, hébergement et restauration                                    | 187     | 33,6 %  | (29,3 %)    |
| Information et communication                                                                              | 14      | 2,5 %   | (1,9 %)     |
| Activités financières et d'assurance                                                                      | 22      | 4,0 %   | (5,0 %)     |
| Activités immobilières                                                                                    | 13      | 2,3 %   | (4,9 %)     |
| Activités spécialisées, scientifiques et techniques et activités de services administratifs et de soutien | 60      | 10,8 %  | (14,2 %)    |
| Administration publique, enseignement, santé humaine et action sociale                                    | 98      | 17,6 %  | (16,8 %)    |
| Autres activités de services                                                                              | 66      | 11,9 %  | (10,5 %)    |

Le secteur du commerce de gros et de détail,
transports, hébergement et restauration est prépondérant sur la commune puisqu'il représente 33,6 % du nombre total d'établissements de la commune (187 sur les 556 entreprises implantées  à Avion), contre 29,3 % au niveau départemental, et à l'inverse, le secteur des activités spécialisées, scientifiques et techniques
et activités de services administratifs et de soutien est lui sous-représenté avec 10,8 % versus 14,2 %.

## Culture locale et patrimoine

### Lieux et monuments

#### Patrimoine mondial
Depuis le 30 juin 2012, la valeur universelle et historique du bassin minier du Nord-Pas-de-Calais est reconnue et inscrite sur la liste du patrimoine mondial de l’UNESCO. Parmi les 353 sites, répartis sur 109 lieux inclus dans le périmètre du bassin minier, le site no 76 d'Avion est composé du terril no 75, Pinchonvalles, issu des fosses nos 6 - 6 bis et 7 - 7 bis des mines de Liévin, d'un cavalier reliant ce terril à la fosse no 7 - 7 bis, de la cité-jardin du Bouvier et de son école, et de la cité de corons des Pinchonvalles,.

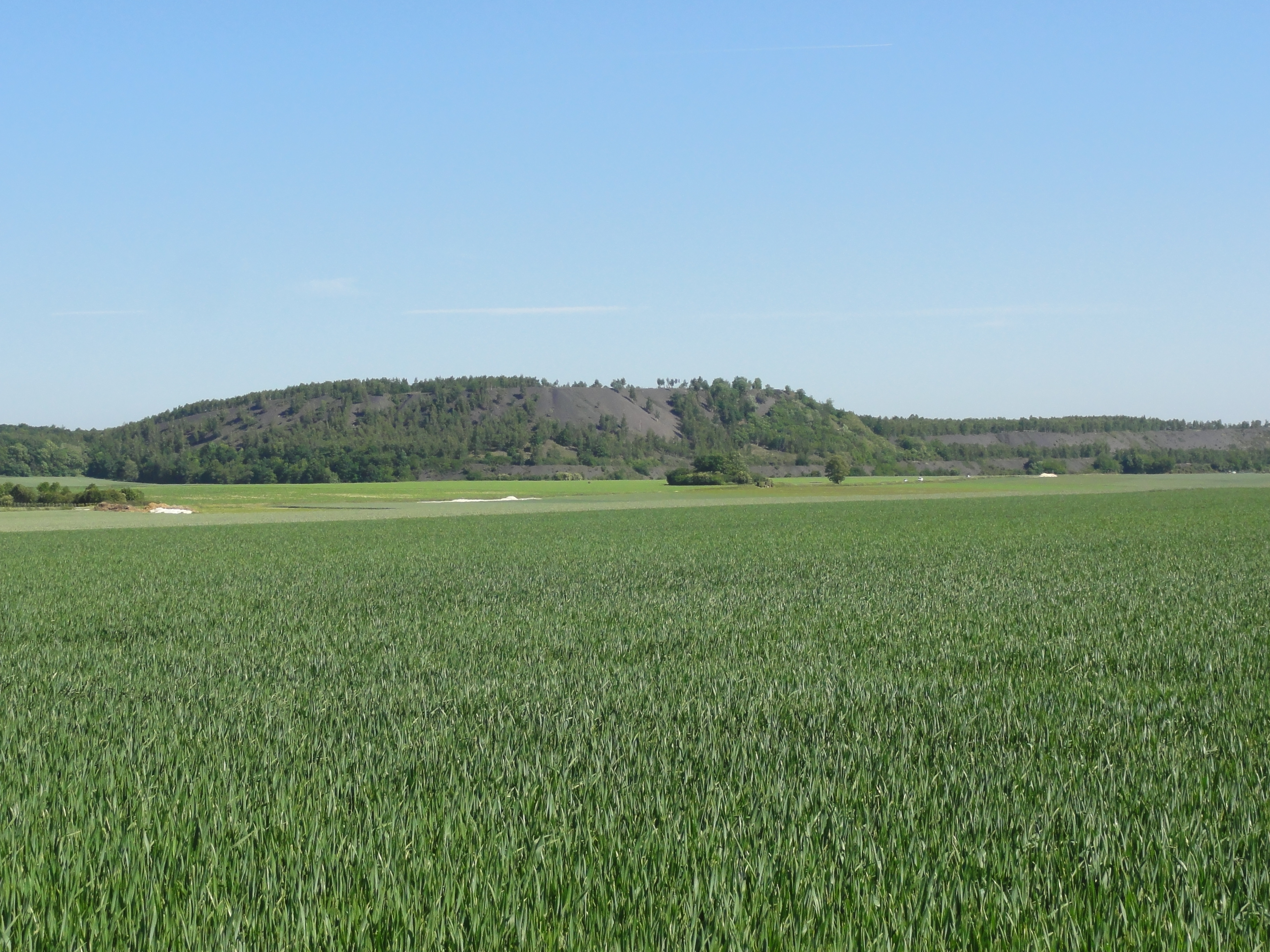
Le terril n° 75 de Pinchonvalles.
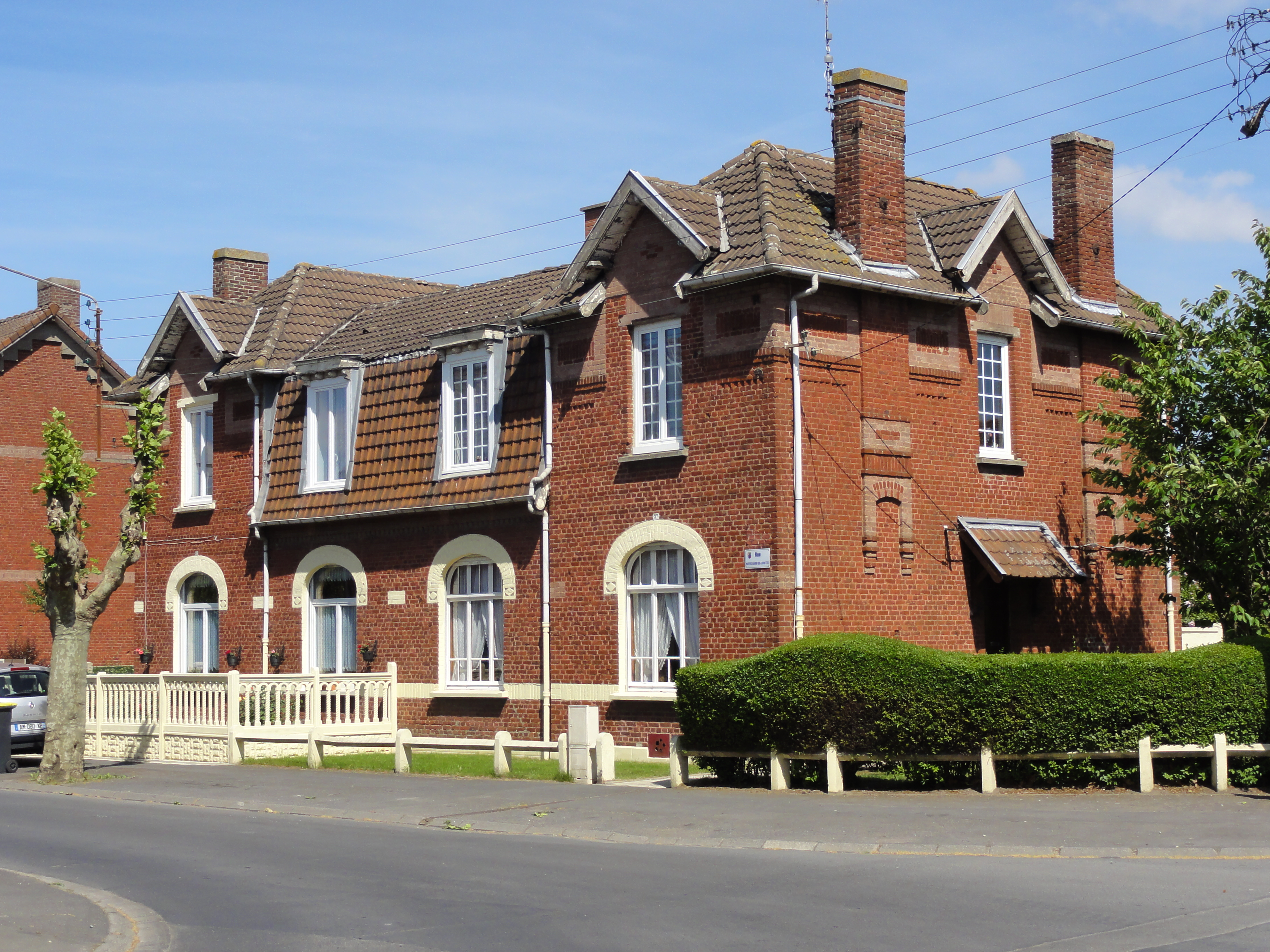
La cité-jardin.
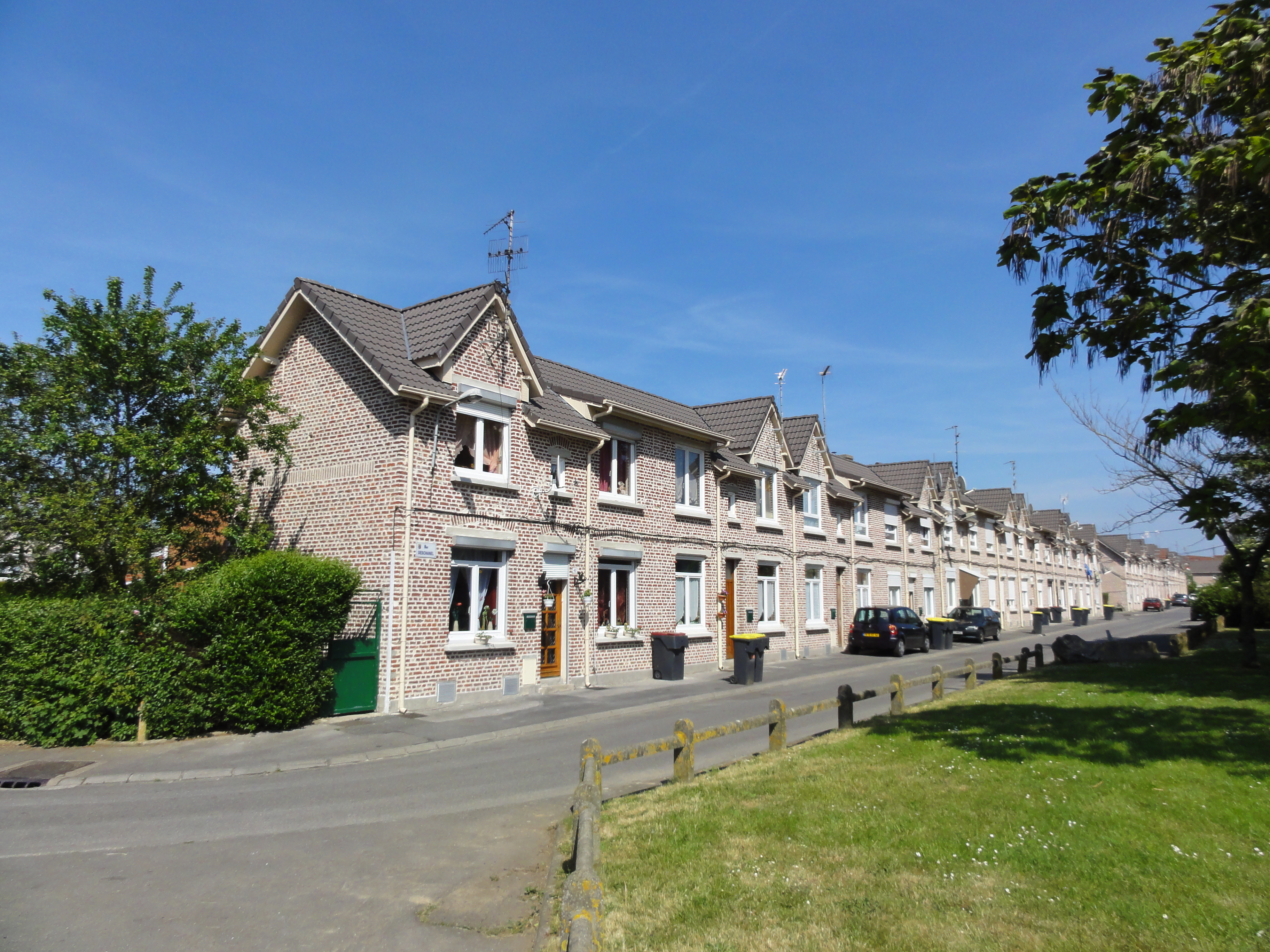
La cité de corons.

#### Autres lieux et monuments
- L'église Saint-Denis, reconstruite dans les années 1930.
- Le monument aux morts par Émile Fernand-Dubois (1869-1952), portant l'inscription « Tu ne tueras pas »[63].
- Le kiosque à musique de 1920.
- Le centre d'entraînement du Racing Club de Lens La Gaillette.

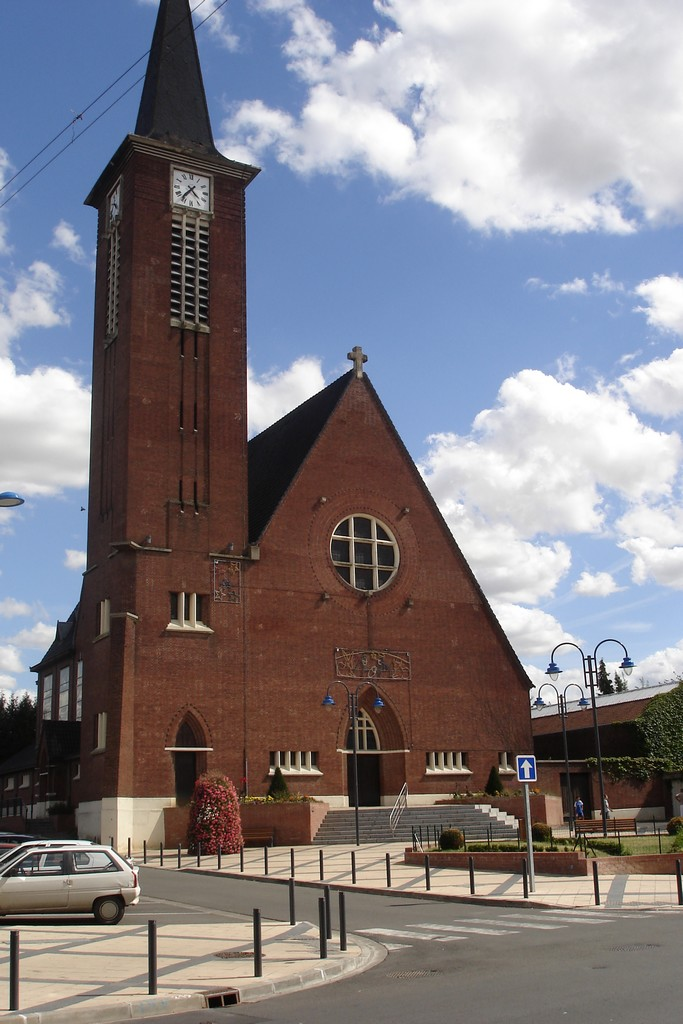
L'église Saint-Denis.
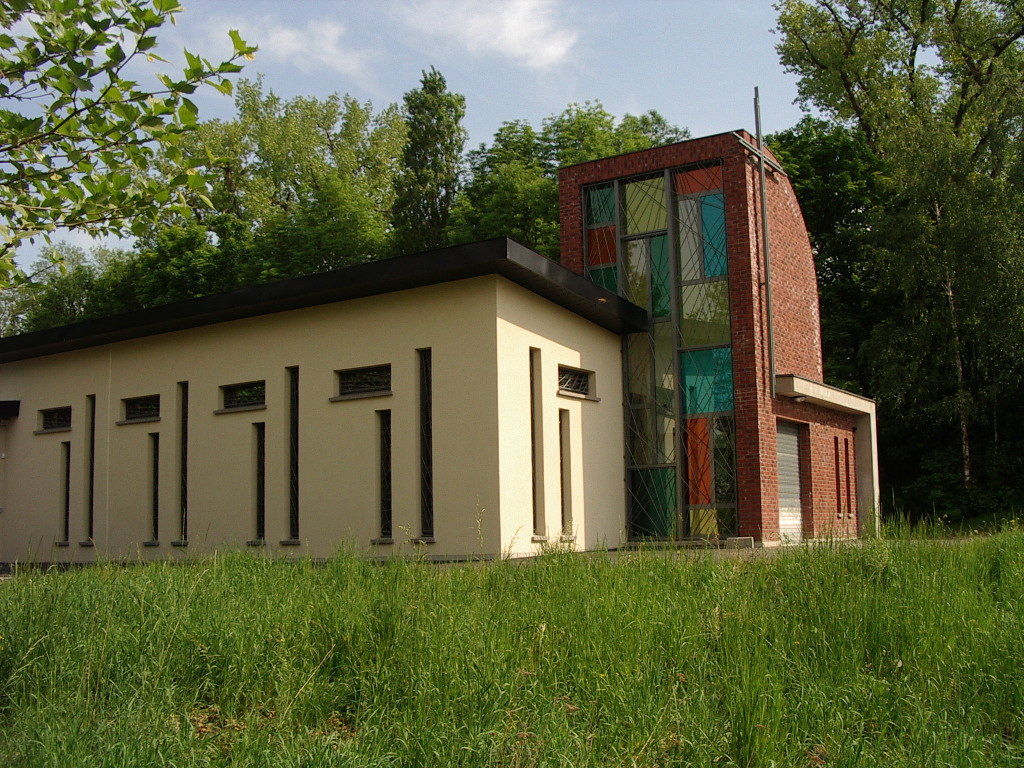
L'église Saint-Éloi.

### Patrimoine culturel
- La commune dispose d'une médiathèque située dans les locaux du centre culturel Jean Ferrat.
- La place des droits de l'enfant comporte une aire de jeux agrémentée de sculptures, et une fresque en graffiti.

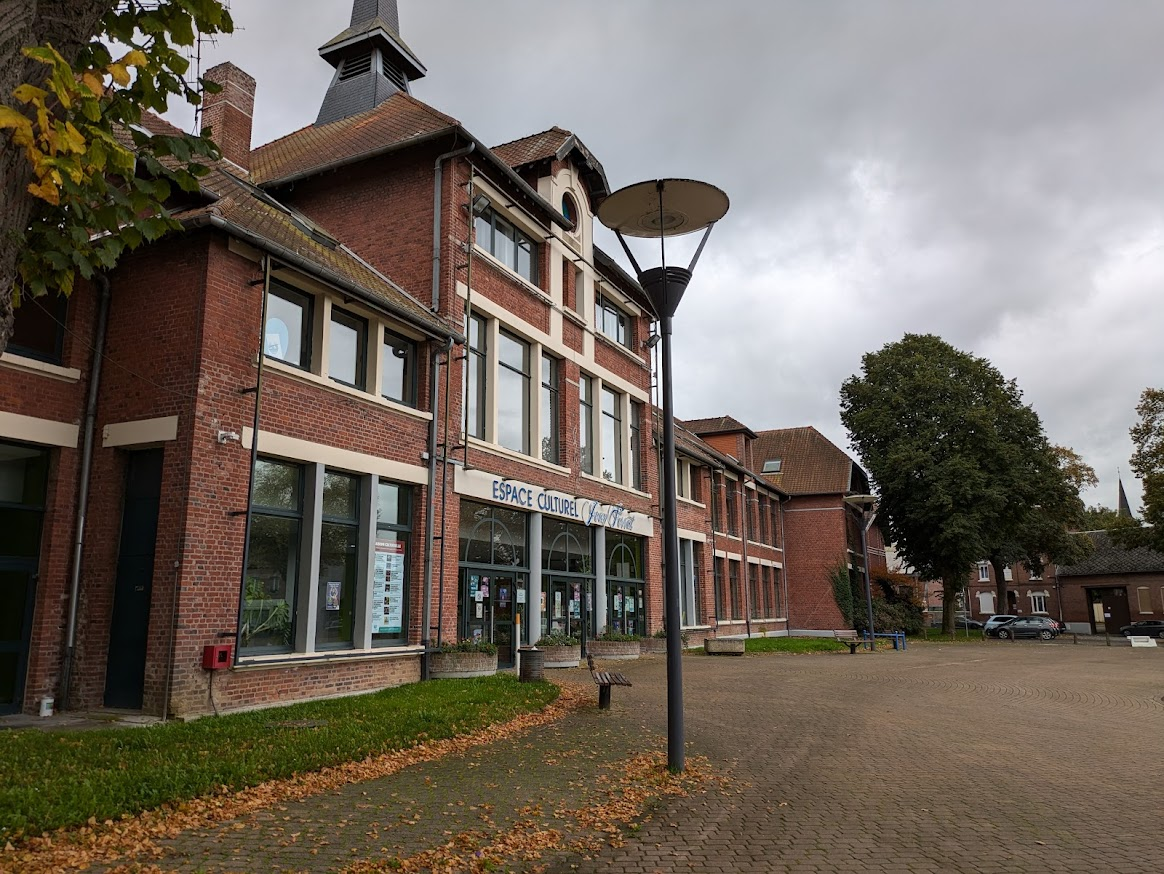
Le Centre Culturel Jean Ferrat.
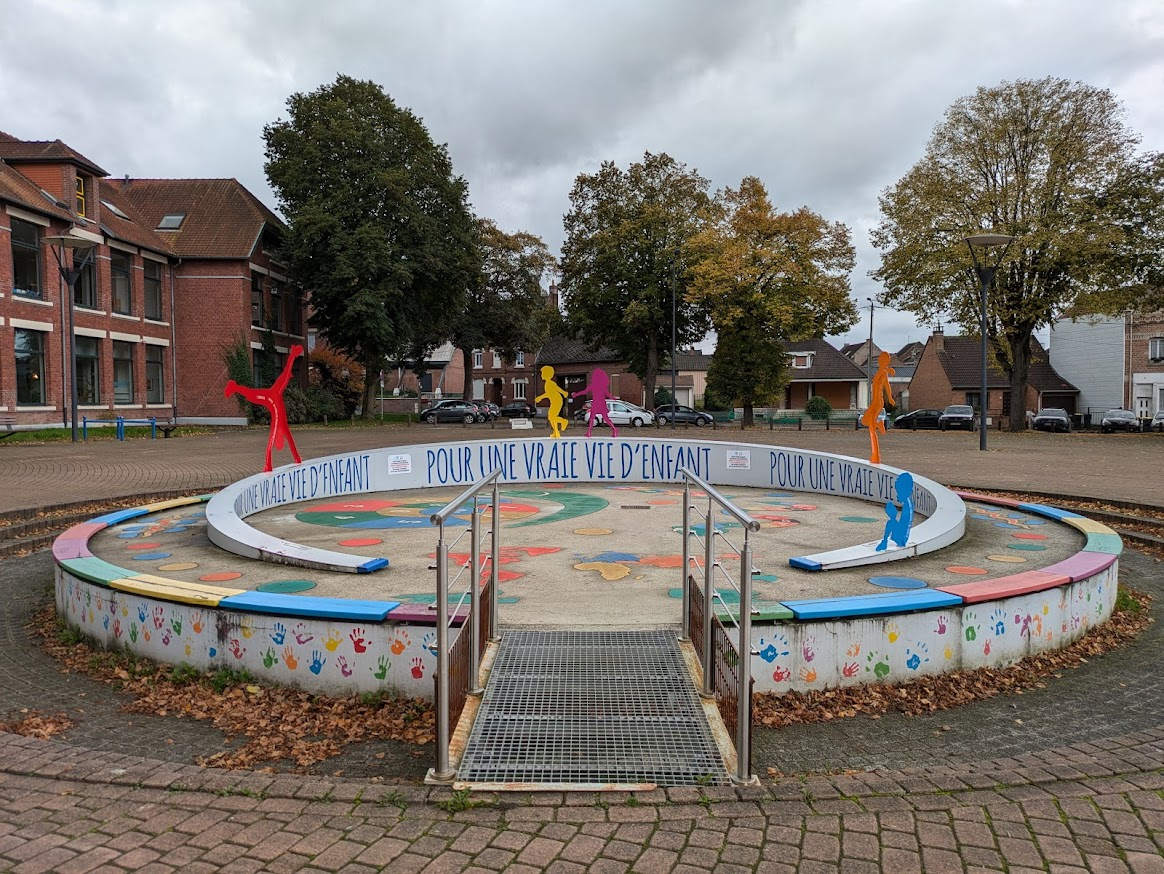
La place des Droits de l'Enfant.

### Personnalités liées à la commune
- François Blin (1910-1987), coureur cycliste français, y est né.
- Paul-Émile Javary (1866-1945), directeur de la Compagnie du chemin de fer du Nord. Il joue un rôle important dans la reconstruction après les bombardements de la Première Guerre mondiale. Un stade et un passage d’Avion portent son nom en sa mémoire.
- Rosine Picquart (1872-1953), infirmière du Tour de France, y est née.
- Jean-Pierre Raczynski (1953-), footballeur, y est né.
- Théodore Szkudlapski (1935-2006), international de football français, y est né.
- Laurence Vanceunebrock (1970-), députée, y est né.
- Jean Wyart (1902-1992), cristallographe, membre de l'Académie des sciences, y est né.

### Héraldique
| Blason de Avion | Blason  | Écartelé : au 1er de gueules au groupe de trois immeubles d'or, ajourés de sable et terrassés du même, au 2e d'azur à deux pics de mineur d'or passés en sautoir et à la lampe du même, brochant sur le tout, sommée d'un casque de mineur d'or, au 3e d'azur au pal ondé d'or et à la colombe essorante d'argent brochant sur le tout, au 4e de gueules à la tierce alésée ondée d'or; à la fasce, brochant sur la partition, partie au I d'azur à la locomotive d'or, et au II d'azur à la lyre d'or accostée de deux gerbes de blé du même. Ornements extérieursCroix de guerre 1914-1918 |
| Blason de Avion | Détails | Adopté par la municipalité. |

## Pour approfondir

#### Bases de données, dictionnaires et encyclopédies
- Ressources relatives à la géographie :   - Insee (communes)
  - Ldh/EHESS/Cassini
- Ressource relative à plusieurs domaines :   - Annuaire du service public français
- Ressource relative à la musique :   - MusicBrainz
- Notice dans un dictionnaire ou une encyclopédie généraliste :   - Gran Enciclopèdia Catalana
- Notices d'autorité :   - VIAF
  - BnF (données)
  - LCCN
  - Israël